# 비키 나이트
비키 나이트(Vicky Knight, 1996년 ~ )는 잉글랜드의 배우, 병원 헬스케어 어시스턴트이다. 사샤 폴락의 2019년 영화 《더티 갓》을 통해 배우 데뷔했으며, 영화에서의 역을 통해 2019 영국 독립 영화상 여우주연상 후보에 올랐다. 영화 내에서 보여진 흉터들은 실제 흉터로, 2003년 비키의 할아버지가 운영하던 펍에서 일어난 화재 사건으로 인해 비키의 신체 1/3 이상이 화상을 입으면서 생긴 것이다.